# Calci carbimide
Calci carbimide, bán như citrate muối dưới tên thương mại Temposil, là một thuốc giống disulfiram. Tác dụng của nó tương tự như thuốc disulfiram (Antabuse) ở chỗ nó can thiệp vào quá trình chuyển hóa bình thường của rượu bằng cách ngăn chặn sự phân hủy của acetaldehyd phụ phẩm chuyển hóa. Kết quả là khi người sử dụng calci carbimide tiêu thụ rượu, họ gặp phải các phản ứng nghiêm trọng bao gồm các triệu chứng như đổ mồ hôi, khó thở, nhịp tim nhanh, phát ban, buồn nôn và nôn, và đau đầu.
Một nghiên cứu kéo dài 9 năm gần đây cho thấy việc kết hợp carbimide được giám sát và loại thuốc tương tự, disulfiram, vào một chương trình điều trị toàn diện dẫn đến tỷ lệ cai nghiện trên 50%.
Templil được phát triển bởi Tiến sĩ. Ken Ferguson và Gordon Bell, những người đã thử nghiệm thuốc trên chính họ. Nó được cấp bằng sáng chế vào năm 1955 bởi Tổ chức nghiên cứu chứng nghiện rượu ở Ontario.